# Canton d'Agen-3
Pour les articles homonymes, voir Canton d'Agen (homonymie).
Le canton d'Agen-3 est une circonscription électorale française du département de Lot-et-Garonne.

## Histoire
Un nouveau découpage territorial du département de Lot-et-Garonne entre en vigueur à l'occasion des élections départementales de 2015. Il est défini par le décret du 26 février 2014, en application des lois du 17 mai 2013 (loi organique 2013-402 et loi 2013-403). Les conseillers départementaux sont, à compter de ces élections, élus au scrutin majoritaire binominal mixte. Les électeurs de chaque canton élisent au Conseil départemental, nouvelle appellation du Conseil général, deux membres de sexe différent, qui se présentent en binôme de candidats. Les conseillers départementaux sont élus pour 6 ans au scrutin binominal majoritaire à deux tours, l'accès au second tour nécessitant 12,5 % des inscrits au 1er tour. En outre la totalité des conseillers départementaux est renouvelée. Ce nouveau mode de scrutin nécessite un redécoupage des cantons dont le nombre est divisé par deux avec arrondi à l'unité impaire supérieure si ce nombre n'est pas entier impair, assorti de conditions de seuils minimaux. En Lot-et-Garonne, le nombre de cantons passe ainsi de 40 à 21.
Le canton d'Agen-3 est formé d'une fraction de la commune d'Agen. Il est entièrement inclus dans l'arrondissement d'Agen. Le bureau centralisateur est situé à Agen.

## Représentation
| Période élective | Période élective | Mandat | Mandat   | Identité       | Nuance | Nuance | Qualité |
| ---------------- | ---------------- | ------ | -------- | -------------- | ------ | ------ | --- |
| 2015             | 2021             | 2015   | 2021     | Pierre Chollet |        | UDI    | Médecin pneumologue Ancien conseiller général du canton d'Agen-Centre (2008-2015) Premier adjoint au maire d'Agen jusqu'en 2020                   |
| 2015             | 2021             | 2015   | 2021     | Baya Kherkhach |        | DVD    | Formatrice en insertion socioprofessionnelle pour les jeunes en difficulté. Conseillère municipale déléguée d'Agen, adjointe au maire depuis 2020 |
| 2021             | 2028             | 2021   | en cours | Pierre Chollet |        | HOR    | Conseiller sortant. Membre d'Horizons. |
| 2021             | 2028             | 2021   | en cours | Baya Kherkhach |        | DVD    | Conseillère sortante |

### Résultats détaillés

#### Élections de mars 2015
À l'issue du premier tour des élections départementales de 2015, deux binômes sont en ballottage : Pierre Chollet et Baya Kherkhach (DVD, 39,29 %) et Christiane Gabriele et Richard Sanchis (FN, 26,12 %). Le taux de participation est de 50,52 % (4 332 votants sur 8 574 inscrits) contre 57,81 % au niveau départemental et 50,17 % au niveau national.
Au second tour, Pierre Chollet et Baya Kherkhach (DVD) sont élus avec 69,83 % des suffrages exprimés et un taux de participation de 50,96 % (2 699 voix pour 4 369 votants et 8 573 inscrits).

#### Élections de juin 2021
Le premier tour des élections départementales de 2021 est marqué par un très faible taux de participation (33,26 % au niveau national). Dans le canton d'Agen-3, ce taux de participation est de 31,75 % (2 639 votants sur 8 312 inscrits) contre 39,29 % au niveau départemental. À l'issue de ce premier tour, deux binômes sont en ballottage : Pierre Chollet et Baya Kherkhach (Union au centre et à droite, 44,41 %) et Pierre Dupont et Naïma Lasmak Taïzou (PS, 29,77 %).
Le second tour des élections est marqué une nouvelle fois par une abstention massive équivalente au premier tour. Les taux de participation sont de 34,36 % au niveau national, 41,08 % dans le département et 34,32 % dans le canton d'Agen-3. Pierre Chollet et Baya Kherkhach (Union au centre et à droite) sont élus avec 63,4 % des suffrages exprimés (1 658 voix pour 2 852 votants et 8 309 inscrits),,.

## Composition
| Nom                          | Code Insee | Intercommunalité        | Superficie (km2) | Population (dernière pop. légale)                | Densité (hab./km2) | Modifier                                    |
| ---------------------------- | ---------- | ----------------------- | ---------------- | ------------------------------------------------ | ------------------ | ------------------------------------------- |
| Agen (bureau centralisateur) | 47001      | CA Agglomération d'Agen | 11,49            | Fraction : 15 407 (2022) Commune : 32 193 (2022) | 2 802              | modifier les données · modifier les données |
| Canton d'Agen-3              | 4703       |                         |                  | 15 407 (2022)                                    |                    | modifier les données                        |

Le canton d'Agen-3 comprend la partie de la commune d'Agen située au sud de l'axe des voies et limites suivantes : depuis la limite territoriale de la commune de Boé, avenue du Maréchal-Leclerc, rue de Sevin, boulevard de la Liberté, boulevard du Président-Carnot, rue Diderot, rue Montesquieu, rue Mirabeau, cours Gambetta, rue Lomet, rue Richard-Cœur-de-Lion, rue de la Garonne, place des Laitiers, rue des Cornières, place Barbès, rue Molinier, place du Poids-de-la-Ville, rue Emile-Sentini, place Castex, boulevard de la République, place du 14-Juillet, avenue Jean-Jaurès (route départementale 813), jusqu'à la limite territoriale de la commune de Boé.

## Démographie
En 2022, le canton comptait 15 407 habitants, en évolution de −5,84 % par rapport à 2016 (Lot-et-Garonne : −0,18 %, France hors Mayotte : +2,11 %).
| 2013   | 2018   | 2022   |
| ------ | ------ | ------ |
| 16 496 | 16 178 | 15 407 |